# Derek Clark
Derek Roland Clark (ur. 10 października 1933 w Bristolu, zm. 1 stycznia 2023) – brytyjski polityk, poseł do Parlamentu Europejskiego VI i VII kadencji.

## Życiorys
W 1954 uzyskał uprawnienia nauczycielskie w zakresie nauk przyrodniczych w Redland College na Uniwersytecie w Bristolu. W 1962 otrzymał świadectwo ukończenia kursu podyplomowego St Luke's (College w Exeter). Na Uniwersytecie w Exeter uzyskał w tym samym roku dyplom w zakresie nauk przyrodniczych. Przez wiele lat pracował jako nauczyciel nauk przyrodniczych w Bristolu i Northampton.
Od 1995 do 2004 pełnił w Partii Niepodległości Zjednoczonego Królestwa funkcję przewodniczącego regionu hrabstwa Northampton, a w latach 1996–2003 był także przewodniczącym Komitetu Regionalnego East Midlands. W latach 2001–2004 zasiadał w Krajowym Komitecie Wykonawczym partii, a od 2002 do 2004 był jej sekretarzem.
W 2004 uzyskał mandat deputowanego do Parlamentu Europejskiego. Zasiadał w grupie Niepodległość i Demokracja. W 2009 uzyskał reelekcję, przystępując do nowej frakcji Europa Wolności i Demokracji. W 2013 zadeklarował, że nie będzie ubiegał się o ponowny wybór.